# One America Plaza
One America Plaza es el edificio más alto de San Diego, California.
Abierto desde 1991, One America Plaza está situada en el corazón del distrito financiero de San Diego. Diseñado por el famoso arquitecto Helmut Jahn de la firma de arquitectos Murphy/de Jahn y de Krommenhoek/McKeown y de asociados. One America Plaza se levanta a 152 metros sobre el puerto. Ofreciendo una vista espectacular de la ciudad y del puerto, símbolo de San Diego y la torre de oficinas más grande de la ciudad.
La torre en forma de obelisco afila el interior aproximadamente cuatro pulgadas por piso, por lo tanto cada piso es único, con los tamaños extendiéndose a partir de 10 000 a 28 000 pies cuadrados.
Una cascada majestuosa forma el punto focal del acristalado lobby de 4 pisos. Los acabados del pasillo consisten en mármol blanco de Facciata Carrara y el mármol gris de Moncervetto y de Bardiglio, acentuados por las inserciones del granito azul de perla. Proporcionando el acceso a los 34 pisos y a 4 niveles de estacionamiento subterráneo, cuenta con 17 elevadores avanzados de alta velocidad que viajan hasta 1200 pies por minuto, los elevadores más rápidos en San Diego. 
One America Plaza pertenece a The Irvine Company.